# Thomas Cavendish
Thomas Cavendish (o Candish) (Trimley St. Martin, cerca de Ipswich, condado de Suffolk, 19 de septiembre de 1560-algún lugar del Atlántico Norte, 1592), conocido como el Navegante («The Navigator»), fue un marino y corsario inglés. Aunque los miembros de las expediciones de Magallanes, Loaisa, Drake y Loyola habían precedido a Cavendish en realizar la circunnavegación, él fue el primer hombre en completarla con ese propósito. Después de su primera circunnavegación, que lo hizo rico gracias al  expolio de oro español, emprendió una segunda, pero no fue tan afortunado y murió en el mar, a los 32 años de edad.

## Biografía
Cavendish nació en 1560 en Trimley St. Martin, cerca de Ipswich, condado de Suffolk, Inglaterra. Era descendiente de Roger Cavendish, hermano de Sir John Cavendish (c. 1346-1381), de quien los duques de Devonshire y los duques de Newcastle derivaban su nombre familiar de Cavendish. A la edad de 15 años asistió al Corpus Christi College, Universidad de Cambridge, durante dos años, 1575-1577, pero no obtuvo ningún título. Fue miembro del Parlamento por Shaftesbury, Dorset, en 1584. Navegó con sir Richard Grenville a Virginia en 1585. Fue miembro del Parlamento por Wilton, en 1586. Circunnavegó la tierra entre 1586-88. Se embarcó en un segundo viaje alrededor del mundo en 1591 y murió, por causas desconocidas, en el Atlántico Sur en 1592.

## Viajes
A los 12 años de edad, Cavendish heredó una fortuna de su difunto padre, pero después de dejar la escuela a los 17 años, la malgastó los siguientes 8 años más o menos en que llevó una vida de grandes lujos. Decidido a hacer una nueva fortuna en el mar, compró el pequeño barco Elizabeth y participó en la expedición de 1585 de sir Richard Grenville a Virginia. 
En julio de 1586, Cavendish, decidido a seguir la circunnavegación del globo de Drake, construyó un barco más grande llamado Desire (Deseo). Su pequeña flota partió de Harwich el 27 de junio de 1586 y alcanzó el estrecho de Magallanes el 6 de junio de 1587. Emergieron del estrecho en el Pacífico el 24 de febrero y navegaron por la costa de América del Sur. Las operaciones de los ingleses en aguas chilenas durante el siglo XVI caían dentro del marco de las operaciones de corso, aunque la Corona española consideraba a cualquier navegante que penetraba en el Pacífico como un pirata, y había ordenado a las autoridades locales tratarlos como si lo fueran. A mediados de 1587 arriba al golfo de Guayaquil para intentar aprovisionar la nave mediante el saqueo de la ciudad de Guayaquil, siendo este repelido por los habitantes de la ciudad. La expedición alcanzó el extremo sur de California, en octubre de 1587. En el camino quemaron tres ciudades españolas y trece naves y visitaron las ruinas de la colonia española de Rey Don Felipe, rescatando al último superviviente que aceptó ser rescatado y la renombraron como Puerto del Hambre (Port Famine). Utilizó algunas bahías chilenas como Algarrobo o El Quisco para guarecerse y reabastecerse.
A principios de noviembre de 1587 Cavendish capturó la Nao de China, el galeón español de 700 toneladas Santa Ana, aguas afuera de la bahía de Cabo San Lucas en el sur de la península de Baja California, que hacía la travesía entre México y Filipinas durante los siglos XVI al XVIII llevando mercancías y tesoros de Asia al Nuevo Mundo. Estas naves eran presas codiciadas ya que transportaban desde Acapulco, plata en barras y en moneda, cochinilla para tintes, semillas, camote, tabaco, garbanzo, chocolate y cacao, sandía, vid e higueras. Desde Manila se enviaban: de China, telas y objetos de seda; del Medio Oriente, alfombras persas; de la India, el algodón; de Japón salían abanicos, cajoneras, arcones, cofres y joyeros laqueados, peines y cascabeles, biombos y porcelanas; de Java y Ceilán, traían especias; de Oriente, lana de camello, cera, marfil labrado o tallado, bejucos para cestas, jade, ámbar, piedras preciosas, madera y corchas de madreperla, fierro, estaño; de China, la pólvora, entre otros. Cavendish saqueó la nave de su valiosa carga, que incluía más de 122.000 dólares de plata, en ese momento el tesoro español más rico a caer en manos de los ingleses. El barco de Cavendish era demasiado pequeño como para llevar todo el tesoro, y no tenía suficientes hombres para hacer navegar el galeón español, por lo que quemó el galeón y lo envió, con el resto del tesoro, al fondo del puerto. Cavendish también capturó a un piloto español, Alonso de Valladolid, que conocía las rutas a través del Pacífico. 
Cavendish siguió navegando a través del Pacífico hasta las islas Filipinas, donde aprendió acerca de las costas de China y Japón, conocimientos que esperaba utilizar en un segundo viaje. Cerca de El Cabo, Cavendish encontró a dos aventureros japoneses, de los que sólo se conoce sus nombres de pila, Cristhoper y Cosmas, que lo acompañaron durante sus expediciones, entre 1587 y 1591 y que fueron los primeros japoneses en casi circunnavegar el globo terráqueo. También consiguió un gran mapa de China. El 14 de mayo de 1587 llegó a la costa de África y finalmente el 9 de septiembre de 1588 llegó a Inglaterra, completando la circunnavegación del globo nueve meses más rápido que Drake, pero, como Drake, volviendo con sólo uno de sus barcos, el Desire. 
Su viaje fue además un gran éxito económico; Cavendish tenía sólo 28 años. Muchas noticias dicen que más tarde fue nombrado caballero por la reina Isabel I de Inglaterra por sus acciones contra los españoles, aunque sin embargo, el historiador David Judkins dice: «Aunque Isabel le recibió, no le hizo caballero».
Cavendish navegó en una segunda expedición en agosto de 1591, a bordo del Leicester, acompañado esta vez por John Davis en el Desire. Alcanzaron el puerto brasileño de Santos, que saquearon. Yendo más hacia el sur hasta el estrecho de Magallanes, el Leicester casi se va a pique. Cavendish regresó entonces a Brasil, donde perdió la mayor parte de su tripulación en una batalla contra los portugueses, en la villa de Vitória, en el estado de Espírito Santo. Siguió a través del Atlántico hacia la isla de Santa Helena con el resto de la tripulación, pero murió, posiblemente aguas afuera de la isla Ascensión. John Davis, continuó su viaje y recorrió las islas Malvinas, antes de regresar a Inglaterra, con la mayor parte de su tripulación perdida por el hambre y las enfermedades.